# Chiesa di San Pietro (Affile)
La chiesa di San Pietro è sita sull'omonimo colle ad Affile, in provincia di Roma.

## Storia
È la chiesa più antica del paese ed una delle più antichi luoghi di culto nella Valle dell'Aniene. Qualcuno fa risalire la costruzione nell'epoca paleocristiana, tuttavia risulta menzionata per la prima volta da Gregorio Magno.
La chiesa subì, nel corso della sua storia, riedificazioni e restauri. La chiesa attuale, come la si vede oggi, è frutto di una costruzione e di un'elaborazione dell'edificio del XV secolo, ma già nel VI secolo questa chiesa, si suppone, svolgesse attività di culto per i primi cristiani della zona del Sublacense (o altrimenti detta Alta Valle dell'Aniene) come testimoniato da San Benedetto, in questo periodo la chiesa constava di un ospizio per poveri e per i viandanti.
Dopo il 1005, quando il paese di Affile si sposta verso la collina adiacente ad ovest, questa chiesa viene relegata man mano sempre più a mansioni più rurali.
Quando si ritrovò quindi in aperta campagna si cercò di mantenere l'edificio aperto in ricordo del miracolo di San Benedetto.
Successivamente, dopo l'unità d'Italia, venne relegata a luogo di sepoltura.
Invece, recentemente l'amministrazione comunale, per igiene, ha deciso di chiudere i loculi all'interno della chiesa per spostarli al cimitero.
La chiusura di questi loculi ha creato un fenomeno di abbandono totale.
L'incuria e gli agenti atmosferici stanno lentamente distruggendo questo monumento di Affile.

## L'aspetto
La chiesa è in stile romanico rurale con pianta squadrata e tetto a spiovente.
L'interno è ad un'unica navata misurante 7 metri per 12.
Il soffitto è a capriate lignee.
In fondo vi è una nicchia absidale, nei pressi vi è un affresco rappresentante una Crocifissione tra San Benedetto e Vescovi.
Una delle pareti laterali presenta una strombatura.
Degli affreschi su un muro laterale rappresentano:
- la Natività di Gesù
- la deposizione della croce
- la Madonna con Bambino ed Angeli
- il 1º miracolo di San Benedetto